# 藤原通房
藤原 通房（ふじわら の みちふさ）は、平安時代中期の公卿・歌人。藤原北家、摂政関白太政大臣・藤原頼通の長男。官位は正二位・権大納言。

## 経歴
万寿2年（1025年）関白・藤原頼通の庶長子として生まれるが、頼通の正室・隆姫女王は男子に恵まれなかったため嫡男とされた。また、頼通の正室への配慮と摂関家を継ぐという重要性から、摂関家の事実上の長である祖父・道長の土御門殿で養育される。後に隆姫の弟である源師房の娘を正室に迎えて、頼通は正室・隆姫と嫡男・通房を通じて村上源氏との間に強い血縁関係を成立させる。
後一条朝末の長元8年（1035年）元服すると直ちに正五位下に叙せられ、同年中に侍従次いで左近衛少将に任官する。翌長元9年（1036年）には正月に従四位下、7月に従四位上、11月に正四位下と三階もの昇叙を受け、12月に右近衛中将に任ぜられている。
長暦元年（1037年）には13歳にして従三位に叙され公卿に列すと、翌長暦2年（1038年）にも6月に正三位、8月に従二位と二階の加階に与り二位中将となる。長暦3年（1039年）正月に15歳で権中納言に任じられ、同年閏12月に正二位に昇叙された。長久3年（1042年）権大納言に昇進し、長久4年（1043年）には筆頭の権大納言であった藤原頼宗を差し置いて、右近衛大将を兼ねている。
しかし、後朱雀朝末の長久5年（1044年）正月より蔓延し始めた疫病に罹患し、発病してからわずか7日後の4月27日に薨去。享年20。通房が早逝したため、他家に養子に出される予定であった異母弟・師実が後継者として摂関家を継承する事になった。

## 人物
勅撰歌人として、和歌作品が『後拾遺和歌集』『新勅撰和歌集』に1首ずつ入集している。

## 官歴
『公卿補任』による。
- 長元8年（1035年） 7月13日：元服、正五位下。10月16日：侍従。11月19日：左近衛少将
- 長元9年（1036年） 正月7日：従四位下（東宮御給）。正月29日：兼近江介。7月10日：従四位上（上東門院御給）。11月16日：正四位下（大嘗会悠紀）。12月8日：右近衛権中将
- 長暦元年（1037年） 10月23日：従三位（行幸上東門院、家子賞）、止介[3]
- 長暦2年（1038年） 6月19日：正三位（中宮遷御左大臣高倉第賞）。8月26日：従二位（皇后宮遷左大臣若松第賞）
- 長暦3年（1039年） 正月26日：権中納言。閏12月26日：正二位（超信家定頼）
- 長久3年（1042年） 10月27日：権大納言
- 長久4年（1043年） 11月27日：右近衛大将
- 長久5年（1044年） 4月27日：薨去[1]